# Минеев, Игорь Константинович
Игорь Константинович Минеев — советский государственный деятель. Лауреат Ленинской премии.

## Биография
Родился в 1915 году. Член КПСС.
В 1938—1987 гг.:
- начальник геологических партий в Забайкалье,
- геолог, заместитель директора, директор комбината «Востсиболово»,
- начальник Иркутского территориального геологического управления,
- заместитель министра геологии СССР,
- член коллегии Государственного комитета по внешним экономическим связям.

За открытие и разведку Белозиминского редкометалльного месторождения (Иркутская область) был удостоен звания лауреата Ленинской премии неопубликованным указом.
Умер в Москве в 2005 году.